# Luigi Pistilli
Luigi Pistilli (Grosseto, 19 juli 1929 - Milaan, 21 april 1996) was een Italiaans acteur die zowel op toneel als in films speelde.
Hij begon zijn carrière als karakteracteur maar in de jaren 60 ging hij steeds vaker in B-films spelen. Zo speelde hij de rol van slechterik in ruim 40 spaghettiwesterns. Hij was onder andere te zien in For a Few Dollars More, De la part des copains en The Good, the Bad and the Ugly.
Hij pleegde in 1996 zelfmoord.

## Filmografie (selectie)
- For a Few Dollars More (1965)
- The Good, the Bad and the Ugly (1966)
- One Hundred Thousand Dollars for Lassiter (1966)
- Texas, Adios (1966)
- Death Rides a Horse (1967)
- Il grande silenzio (1968)
- L'amante di Gramigna (1969)
- Eagles over London (1969)
- La Notte dei Serpenti (1969)
- De la part des copains (1970)
- A Bay of Blood (1971)
- The Case of the Scorpion's Tail (1971)
- The Iguana with the Tongue of Fire (1971)
- Lulu (1972, toneelstuk)
- Milano Calibro 9 (1972)
- Your Vice Is a Locked Room and Only I Have the Key (1972)
- Tragic Ceremony (1972)
- Cadaveri eccellenti (1976)
- Antonio Gramsci: i giorni del carcere (1977)

- Biblioteca Nacional de España: XX1511982
- Bibliothèque nationale de France: cb14216360d (data)
- Gemeinsame Normdatei: 1061497577
- International Standard Name Identifier: 0000 0000 7245 2998
- Library of Congress Control Number: no2002068950
- Istituto Centrale per il Catalogo Unico: RAVV351241
- Système universitaire de documentation: 059741651
- Virtual International Authority File: 29202767
- WorldCat: E39PBJfmvk7jchb3RvFp3GqqQq